# Ngumpul (Jogo Roto)
Ngumpul is een bestuurslaag in het regentschap Jombang van de provincie Oost-Java, Indonesië. Ngumpul telt 7120 inwoners (volkstelling 2010).